# Laurel Hubbard
Pour les articles homonymes, voir Hubbard.
Laurel Hubbard, née le 9 février 1978, est une haltérophile néo-zélandaise. Sélectionnée pour les Jeux olympiques d'été de 2020, elle devient la première sportive trans à concourir aux Jeux. Elle est 7e mondiale dans la catégorie des femmes de +87 kg.

## Jeunesse
Son père est Dick Hubbard (en), l'ancien maire d'Auckland.
Laurel Hubbard, assignée garçon à sa naissance sous le prénom de Gavin, fait son coming out trans en 2012. Elle commence son hormonothérapie la même année.

## Carrière
Laurel Hubbard fait ses débuts en haltérophilie avant son coming-out et établit un record junior masculin de Nouvelle-Zélande en 1998. Elle avoue dans une interview en 2017 qu'elle a commencé l'haltérophilie en tant qu'homme dans l'espoir de devenir plus masculine.
En 2017, elle est autorisée par le Comité international olympique (CIO) à concourir dans les catégories féminines après avoir montré que son taux de testostérone était inférieur depuis un an aux seuils autorisée par le CIO.
Lors des Jeux du Commonwealth de 2018, Hubbard se blesse au niveau de l'épaule lors de la compétition alors qu'elle était en tête pour l'or. Elle revient à la compétition l'année suivante en remportant deux médailles d'or aux Jeux du Pacifique de 2019.

### Jeux olympiques de 2020
Le 21 juin 2021, le Comité olympique de Nouvelle-Zélande annonce sa qualification pour les Jeux olympiques d'été de 2020 dans la catégorie des +87 kg. Elle devient alors la première athlète trans à concourir aux Jeux olympiques et l'haltérophile la plus âgée à se qualifier avec, à 43 ans, plus de vingt ans de plus que la plupart des autres concurrentes,. L'haltérophile belge Anna Van Bellinghen déclare que laisser une femme trans concourir est injuste et que la situation est une « mauvaise blague » mais Laurel Hubbard est soutenue par la Première ministre néo-zélandaise Jacinda Ardern. Le 2 août 2021, Laurel Hubbard échoue face à une barre à 120 kg et deux barres à 125 kg.
Le surlendemain, elle annonce sa retraite sportive.